# Fédération nationale des Chevaliers du Travail
La Fédération nationale des Chevaliers du Travail (en italien : Federazione Nazionale dei Cavalieri del Lavoro) est un organisme italien qui regroupe tous les Chevaliers du Travail qui, ayant reçu l'Ordre du Mérite du Travail par le Président de la République, décident d'y adhérer.

## Histoire
La première réunion des Chevaliers du travail s'est tenue à Rome le 19 avril 1903. La nécessité de fonder un organisme social qui cimenterait les relations entre les récipiendaires de l'honneur a été ravivée en 1911 à Turin, à l'occasion du premier congrès national des Chevaliers du travail. L'Association des Chevaliers du Travail a officiellement vu le jour en décembre 1914 lors du deuxième congrès national à Rome. L'Association a été transformée en Fédération en 1922. Le 23 mars 1925, avec la publication d'un décret spécial, la Fédération est devenue une organisation sans but lucratif.

## Activités
La Fédération se consacre à la formation universitaire avec le prix Alfieri del Lavoro et le Collège universitaire Lamaro Pozzani des Chevaliers du Travail.

## Organisation
La Fédération est dirigée par un président, élu tous les quatre ans. Il est soutenu par un conseil d'administration de 20 membres : le président, le trésorier et 18 membres du conseil. Le président sortant est un invité permanent au conseil d'administration. Le président actuel est Maurizio Sella.
La Fédération nationale des Chevaliers du travail est divisée en neuf groupes régionaux comme suit:
- Groupe du Triveneto : Vénétie, Frioul-Vénétie Julienne et Trentin-Haut-Adige.
- Groupe Lombardie : Lombardie
- Groupe Emilia-Romagna : Émilie-Romagne
- Groupe Piémont : Piémont Val d'Aoste
- Groupe ligure : Ligurie
- Groupe toscan : Toscane
- Groupe central : Latium, Ombrie, Marches, Molise, Sardaigne et Abruzzes.
- Groupe sicilien : Sicile
- Groupe Sud : Basilicate, Campanie, Calabre et Pouilles

## Présidents de la Fédération nationale des chevaliers du travail
| Nº | Président                  | Président   |
| -- | -------------------------- | ----------- |
| 1  | Raffaele Cappelli          | 1915 - 1915 |
| 2  | Teofilo Rossi di Montelera | 1917 - 1917 |
| 3  | Ercole Antico              | 1919 - 1923 |
| 4  | Giovanni Raineri           | 1923 - 1944 |
| 5  | Enrico Pozzani             | 1946 - 1966 |
| 6  | Furio Cicogna              | 1966 - 1973 |
| 7  | Bruno Velani               | 1973 - 1981 |
| 8  | Alfredo Diana              | 1981 - 2001 |
| 9  | Mario Federici             | 2001 - 2007 |
| 10 | Benito Benedini            | 2007 - 2013 |
| 11 | Antonio D'Amato            | 2013 - 2019 |
| 12 | Maurizio Sella             | 2019        |